# Juan de la Torre
Juan de la Torre y Díaz Chacón (Villagarcía de la Torre, c. 1500-Arequipa, enero de 1580) fue un conquistador español, uno de los soldados más representativos de los extremeños que participaron en la conquista americana. Participó activamente en la conquista del Perú; fue uno de los Trece de la Fama, así como fundador y primer alcalde de la ciudad de Arequipa. Durante las guerras civiles entre los conquistadores del Perú, se mantuvo constantemente leal a la Corona, y por ello fue premiado con varias encomiendas de indios. Dejó numerosa descendencia; entre sus descendientes notables figuran el presidente Fernando Belaunde Terry y el líder político Víctor Raúl Haya de la Torre.

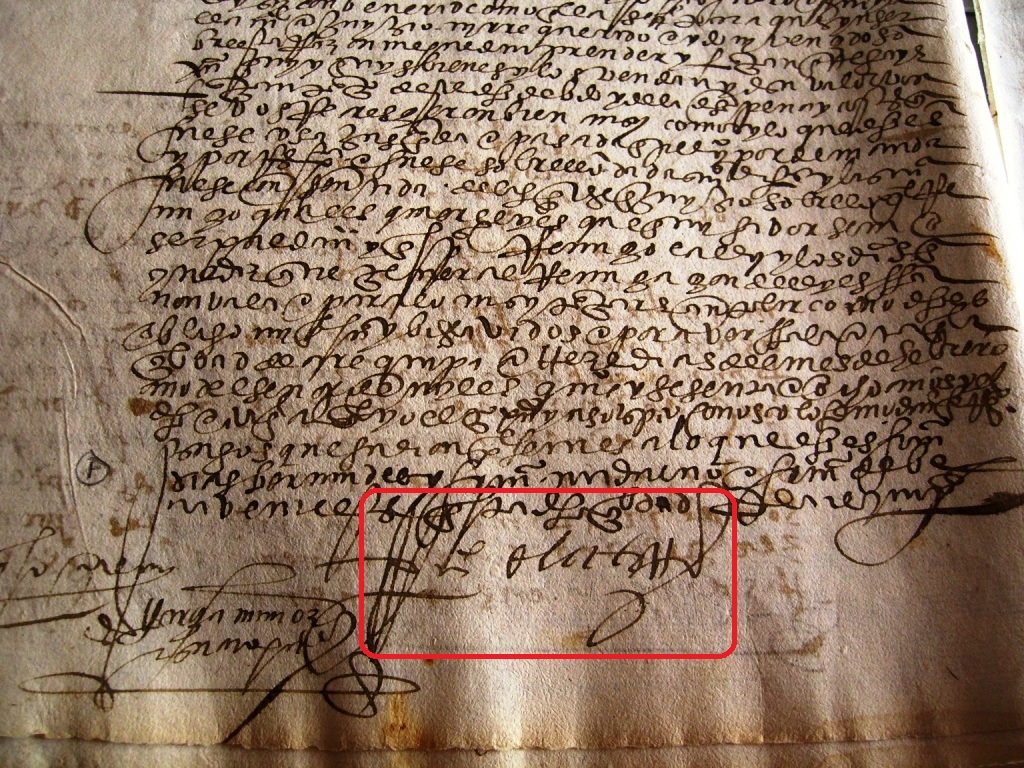
Firma de Juan de la Torre y Díaz Chacón.

## Biografía

### Nacimiento y primeros años
Nacido alrededor de 1500 en Villagarcía de la Torre (Badajoz), era hijo del hidalgo Hernando de la Torre y de Leonor Díaz Chacón. A los quince años, marchó con su padre a Santo Domingo y al año siguiente se estableció en Puerto Rico con alguna ocupación de escasa importancia. En 1520, volvió a Santo Domingo, donde ocupó el cargo de alguacil mayor del Santo Oficio y recibió una encomienda de indios.
Durante su estancia en Santo Domingo se casó con Catalina de Feria, con quien tuvo un hijo. En 1523 se trasladó a Tierra Firme en el séquito militar de Francisco de Barrionuevo, que había sido nombrado gobernador de Castilla del Oro o Nombre de Dios. Después de algunas escaramuzas que sostuvo en Urabá con Alonso de Heredia por cuestiones de límites, marchó a Panamá.

### Salto a la fama
En Panamá conoció a Francisco Pizarro, quien, junto con sus socios Diego de Almagro y Hernando de Luque, organizaba entonces una segunda expedición al Mar del Sur, en busca del fabuloso imperio de los incas (1526). Se alistó en dicha expedición.
A lo largo de aquel viaje, estuvo siempre a lado de Pizarro, como su hombre de confianza, y hubo de afrontar las numerosas penalidades y privaciones que demandó dicha empresa. Al mismo tiempo fue nombrado veedor del rey, siendo su función cautelar los intereses de la Corona en caso de encontrarse oro u otras riquezas.
Se halló entre los trece hombres que el 27 de septiembre de 1527, estando retenidos en la isla del Gallo, secundaron a Pizarro en su empeño de continuar buscando el Imperio incaico y el oro soñado. A esos trece temerarios la posteridad recuerda como los Trece de la Fama. Dicha acción sería premiada por el rey, quien a través de la capitulación de Toledo, concedió la hidalguía a aquellos Trece que no la contaban, y a los que ya la tenían (como era el caso de De La Torre), les dio el título de “Caballeros de la banda y de la espuela dorada”.
Después de su estancia en la isla del Gallo, pasó a la isla Gorgona, y junto con Pizarro continuó con la exploración hacia el sur, llegando hasta la costa del norte del actual Perú. Luego retornó a Panamá, donde permaneció mientras Pizarro realizaba su viaje a España para buscar el apoyo del mismo rey.
Con el retorno de Pizarro, que había conseguido valiosas mercedes de Carlos V por medio de la capitulación de Toledo, De la Torre se alistó en la tercera expedición al Perú en 1531, con el alto rango de Maestre de Campo General, concedido por el mismo Pizarro.
Intervino en los primeros lances que se desarrollaron en Tumbes, asistió a la fundación de San Miguel de Piura, que fue la primera ciudad española en el Perú. Se quedó en la nueva ciudad, al mando de la guarnición dejada por Pizarro, mientras que este se dirigía a Cajamarca, al encuentro del inca Atahualpa. Por tanto, no participó en la captura de Atahualpa ni en el reparto del rescate.
De acuerdo a la capitulación de Toledo, a De la Torre le correspondía ser regidor de la ciudad de Tumbes. Pero al no haber sido fundada esta ciudad, no pudo cumplir con dicho mandato; tampoco reclamó ese cargo al fundarse la ciudad de San Miguel o estaba a punto de hacerlo, cuando ocurrió un penoso incidente.

### Condena inmerecida
En 1532, fue acusado de colocar un letrero en la puerta de la iglesia de San Miguel de Piura, en el que se atacaba satíricamente a Pizarro y a sus hermanos. El único indicio acusador era la caligrafía del escrito, muy similar a la suya. De la Torre alegó ser inocente de tan grave acusación, pero fue sometido a tortura y en ese estado no pudo dar mayor argumento a su favor, viéndose coactado a admitir su culpa. Fue entonces condenado a la pena de muerte por sedición. Pizarro, aunque muy dolido por lo que consideró una deslealtad de su amigo, le perdonó la vida, pero a cambio ordenó que se le cortaran las yemas de los dedos; luego lo mandó desterrado a Panamá. De allí, pasó a Santo Domingo, donde se reencontró con su esposa Catalina Feria y su hijo, ya adolescente. Se dedicó por un tiempo a administrar sus propiedades.
Algún tiempo después, la confesión de un soldado moribundo le devolvió su honor, ya que el agonizante aseguró que él no había sido el autor de la ofensa. Entonces Pizarro perdonó a De la Torre y le pidió que regresara al Perú para que se reintegrara a su puesto.

### Retorno al Perú
En 1536 volvió al Perú, encargándose nuevamente de las tareas castrenses. Su reencuentro con Pizarro fue muy emocionante. El gobernador le reiteró sus disculpas de manera pública.
Por entonces había estallado la rebelión de Manco Inca, siendo este el motivo principal del llamado de Pizarro, que estaba en la necesidad de contar con más refuerzos. De la Torre participó en la defensa de Lima sitiada por las huestes de Manco Inca y en la pacificación de los curacazgos de la costa.

### Durante la primera guerra civil entre pizarristas y almagristas
Las agrias disputas entre los partidarios de los Pizarro y de los de Almagro, fue el origen de crudos enfrentamientos que desembocaron en una guerra civil. De la Torre acompañó a Francisco Pizarro en su entrevista con Diego de Almagro el Viejo en Mala. Luego permaneció en Lima, mientras se desarrollaba el conflicto en el interior del país. Finalmente, Almagro el Viejo fue derrotado en la batalla de las Salinas y ejecutado en el Cuzco el 8 de julio de 1538.
Derrotados los almagristas, De la Torre acompañó al gobernador Francisco Pizarro al Cuzco, y posiblemente a Charcas. En recompensa a sus servicios, recibió el repartimiento de indios de Machaguay en Condesuyos, por documento firmado en Cusco el 22 de enero de 1540.

### Fundación de Arequipa

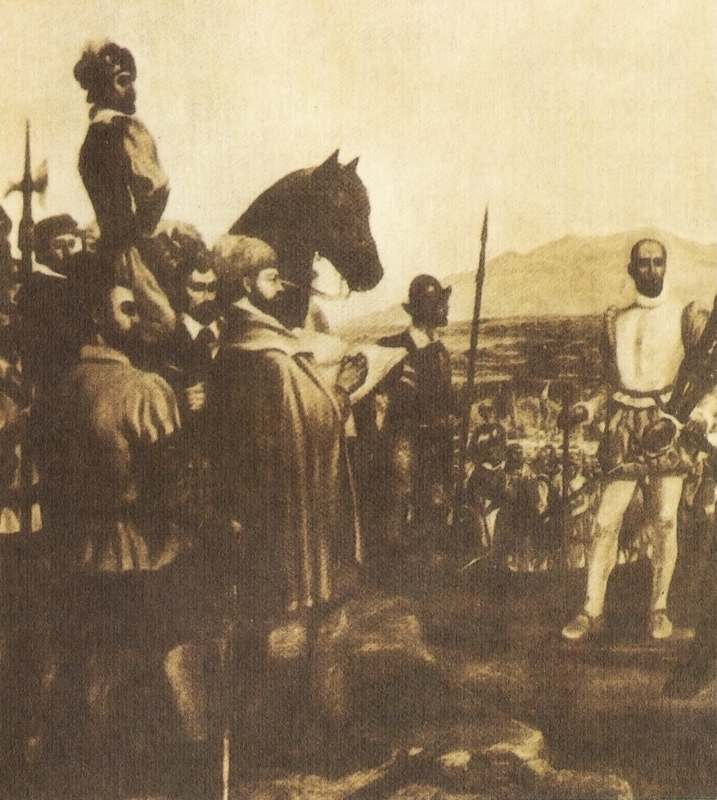
Fundación de Arequipa por el teniente gobernador Garci Manuel de Carbajal.

El 15 de agosto de 1540, Juan de la Torre se contó entre los fundadores de la Villa de la Asunción de Nuestra Señora del Valle Hermoso de Arequipa, con la colaboración del teniente de gobernador Garci Manuel de Carbajal, que había escogido previamente el sitio adecuado para asentar el poblado.
Una vez llevada a cabo la fundación de Arequipa y levantadas las primeras viviendas, fue nombrado alcalde de la ciudad, recibiendo dos fanegas de tierra para fabricar su casa y las caballerizas, así como 800 indios tributarios.

### Durante la segunda guerra civil entre pizarristas y almagristas
El 26 de junio de 1541 fue asesinado el gobernador Francisco Pizarro en su palacio en Lima, a manos de los partidarios del hijo de Almagro, Diego de Almagro el Mozo. Se desató entonces la segunda guerra civil entre pizarristas y almagristas.
Juan de la Torre ejercía entonces la alcaldía de Arequipa. Cuando llegó al Perú el pesquisidor real Cristóbal Vaca de Castro enviado para solucionar el conflicto entre almagristas y pizarristas, De la Torre se puso a sus órdenes y se reunió con él en Huamanga. Desde allí lo siguió en campaña, hasta la batalla de Chupas, donde fue derrotado y posteriormente ejecutado Almagro el Mozo, el 16 de septiembre de 1542. Terminada la guerra civil, retornó a Arequipa.

### Durante la rebelión de Gonzalo Pizarro
Las Leyes Nuevas eran un conjunto de ordenanzas aprobadas el 20 de noviembre de 1542 que pretendían mejorar las condiciones de los indígenas en la América española, incidiendo fundamentalmente en la revisión del sistema de encomienda. Esta revisión oficial desató el descontento generalizado de los conquistadores por ir en contra de sus intereses. Los encomenderos nombraron como caudillo a Gonzalo Pizarro para que encauzara la oposición a tales normas reales.
Para dar cumplimiento al mandato, Blasco Núñez Vela llegó al Perú como primer virrey del territorio, con la misión especial de hacer cumplir las Leyes Nuevas. De la Torre, como defensor del poder real, marchó una vez más a Lima y se puso a las órdenes del virrey. Pero en la batalla de Iñaquito, Gonzalo Pizarro venció al virrey, que fue apresado y ejecutado de inmediato, el 18 de enero de 1546. De la Torre no reconoció a Gonzalo Pizarro como gobernante legítimo y volvió a su casa de Arequipa. En represalia, fue desposeído de su encomienda de indios y  perseguido por Pedro de Fuentes, lugarteniente pizarrista en Arequipa, salvándose de la muerte.
Gonzalo Pizarro entró así en abierta rebeldía contra la autoridad real. En el sur del virreinato peruano se levantó en armas Diego Centeno en favor de la Corona. De la Torre, junto con algunos vecinos de Arequipa, volvió a tomar las armas poniéndose a las órdenes de Centeno. Pero el 20 de octubre de 1547, Gonzalo Pizarro y su lugarteniente Francisco de Carvajal derrotaron a las fuerzas reales en la batalla de Huarina.
De la Torre, herido, regresó a Arequipa. Sus bienes y su casa fueron saqueados y tuvo que esconderse con su esposa Ana Gutiérrez para escapar de Carvajal.
Los conflictos de rebeldía eran constantes y en el territorio peruano continuó el descontento y las protestas. El emperador Carlos V, deseando pacificar el reino del Perú, envió en tal misión al clérigo Pedro de la Gasca, no con un ejército, sino solo con poderes extraordinarios y cédulas en blanco firmadas por el emperador para que las aplicara a su criterio, dando los correctivos necesarios a quienes no acataran las leyes del Reino.
Cuando llegó La Gasca al Perú, De la Torre volvió a tomar las armas a favor de la Corona y se puso a las órdenes del clérigo, al igual que otros muchos españoles del Perú, de modo que pronto se formó un ejército real. El 9 de abril de 1548 se libró la batalla de Jaquijaguana, donde fueron derrotadas las fuerzas de Gonzalo Pizarro, siendo este capturado, condenado a muerte y ejecutado junto con su lugarteniente Francisco de Carvajal.

### Prebendas otorgadas
Por su excelente hoja de servicios a favor de la Corona y después de tanto batallar en las guerras civiles peruanas, De la Torre recibió su recompensa. Por título firmado por La Gasca se le otorgó la encomienda de indios de Camaná que había sido de Juan de Arrés. Luego se le concedieron las encomiendas de indios de Ocoña, Acarí, Chuquimarca y otras más.
Como había enviudado en 1544 de Catalina de Feria y Villegas, contrajo nuevamente matrimonio con Ana Gutiérrez, natural de Zamora. Como esta falleciera también, De la Torre casó por tercera vez en julio de 1551 con Beatriz de Casillas Padilla y Narváez, natural de Granada, hija del capitán Francisco de Casillas y Narváez y de Inés de Padilla.
En 1552 volvió a ocupar, por dos años consecutivos, el cargo de alcalde de Arequipa.

### Durante la última rebelión de encomenderos
Con el ajusticiamiento de Gonzalo Pizarro todavía no se había apagado el descontento que produjo la aplicación de las Leyes Nuevas y cuando La Gasca organizó los nuevos repartimientos, muchos de los encomenderos levantaron la voz de protesta por considerar que habían sido perjudicados en sus asignaciones.
Entonces apareció Francisco Hernández Girón como nuevo líder de los descontentos y armando un gran ejército se aprestó a lograr lo que Gonzalo Pizarro no había sido capaz de conseguir. Nuevamente se produjo la reacción realista para terminar de una vez con aquellos actos de rebeldía que turbaban la paz y perjudicaban seriamente el desarrollo socioeconómico de Perú. 
De la Torre volvió a tomar las armas a favor de la Corona y se unió a las fuerzas del mariscal Alonso de Alvarado. Después de algunas batallas entre los dos bandos en las que salió victorioso Hernández Girón, al final, en la batalla de Pucará, este caudillo fue derrotado y posteriormente llevado a Lima donde fue ajusticiado.
Uno de los hijos de Juan de la Torre, de igual nombre que él (Juan de la Torre y Feria), también fue ajusticiado por haber militado en las fuerzas de Hernández Girón. Se cuenta que De la Torre padre se negó a defender a su propio hijo, y que más bien, el día del juicio, salió a la calle vestido de rojo y vociferando que su hijo era merecedor de tal castigo por haber sido traidor a su rey.

### Sus últimos servicios
Al terminar el conflicto de Hernández Girón, De la Torre volvió a Arequipa y se integró nuevamente a la vida edilicia desempeñando el cargo de contador de las cajas reales de Arequipa de 1552 a 1561; y nuevamente el de alcalde ordinario de la ciudad en 1561 y 1568. Posteriormente ocupó el cargo de regidor perpetuo de 1569 a 1575. Recibió al virrey Francisco de Toledo, cuando este pasó por Arequipa durante su célebre visita al territorio del virreinato.

### Fallecimiento
Durante sus últimos años se dedicó a la vida religiosa, con ribetes místicos. Vestía una sotana negra y recorría las calles los días domingos y de fiesta, dedicado a reunir a los indígenas para obligarlos a asistir a misa.
Falleció en Arequipa en enero de 1580, habiendo llegado a la avanzada edad de 80 años, siendo el último sobreviviente de los primeros conquistadores del Perú, la llamada “hueste perulera”.

## Descendencia
De su matrimonio con Beatriz de Casillas y Padilla, dejó descendencia que hasta hoy existe, arraigada en Arequipa, aunque también esparcida en otras partes del Perú. Uno de sus descendientes destacados es el arquitecto Fernando Belaunde Terry, dos veces presidente del Perú. Otro es el fundador del aprismo, Víctor Raúl Haya de la Torre. Enrique Chirinos Soto, político y escritor natural de Arequipa, ha afirmado que muchos arequipeños descienden de Juan de la Torre.